# 立法院 (中華民国)
立法院（りっぽういん）は、中華民国の立法府である。「国家最高の立法機関」（中華民国憲法第62条）とされる一院制議会。

## 概要
中華民国の建国者である孫文の「五権分立」理論に基づいて、行政院・司法院・考試院・監察院と共に成立した一院制の立法機関。立法院に所属する議員を立法委員という。
中華民国には元来、総統・副総統の任免権、憲法改正権を有する最高機関「国民大会」が存在したが、2005年の憲法改正で活動を停止したため、立法院が名実共に唯一の最高立法機関となった。
また、1948年から1991年までは中国大陸で選出された議員が大半を占めていたが、1992年以降は台湾地区（台湾・澎湖・金門・馬祖）を中心とする有権者によって選出された議員だけで構成・改選されており、実質的に台湾地区の最高立法機関となっている。
2月から5月まで、9月から12月までの二会期制を採用している。現在、議員定数113、任期4年。

### 権限
各国の立法機関と同様、法案・予算案の議決権、条約案の承認権、憲法改正案の発議権を有するほか、2005年憲法改正により、次のような強力な権限が付与されているのが特徴である。
- 正副司法院長、大法官（憲法裁判所裁判官）、正副考試院長、正副監察院長等の人事同意権：いずれも総統が任命権者。
- 行政院長不信任案議決権（憲法増修条文4条1項）：内閣全体に対して不信任を表明する日本の内閣不信任決議と異なり、行政院長のみが対象となる。これに対抗して、総統は立法院解散権がある。
- 総統による報告聴取∶総統から「国情報告（中国語版）」を聴取する権限（憲法増修条文4条3項）
- 正副総統罷免案提案権（憲法増修条文2条9項）：立法委員総数4分の1以上の発議、同3分の2以上で可決した時は、罷免案の国民投票を実施できる。
- 正副総統弾劾案議決権（憲法増修条文4条7項、2条10項）：立法委員総数2分の1以上の発議、同3分の2以上で可決した時は、司法院大法官（憲法裁判所の大法廷に相当）に弾劾審理を要請できる。
- 領土変更権（憲法増修条文2条5項）：立法委員総数の4分の1以上の発議、同4分の3以上の出席、出席委員の4分の3以上で可決した時。更に、国民投票による承認が必要。

### 沿革
1928年（民国17年）、中国国民党の国民政府が北伐で中国統一を達成して軍政期から訓政期に移行した。当初49名から発足したが（任期2年）、4期目から194名に増員された。抗日戦争中は任期が14年に延長されたが、この間に民法、刑法等の基本法典を制定した。
1947年（民国36年）中華民国憲法施行。翌1948年、憲政下初の立法委員選挙が実施され、759人の第1期立法委員を選出した（第1期立法院）。しかし、中国国民党が率いる中華民国政府（憲法施行に伴い国民政府から改組）は、中国共産党との内戦に敗れ1949年に台北に移転したため、立法院も1950年に台北に移転した。この時第1期立法委員の内380人余りが台湾に移った。
立法委員の任期は3年と定められていたが（憲法65条）、台北遷都後は動員戡乱時期臨時条款による憲政の停止と台湾地区における戒厳体制（台湾省戒厳令）の施行により、第1期立法委員は1991年に総辞職するまで改選されず、「万年国会」と揶揄された。ただ、1969年の補選で11名増員され、1972年の第一回増額選挙では任期3年の定数51名の台湾選出枠が設けられた（1999年から2016年まで立法院長を務めていた王金平は1975年当選組）。この改選枠は1989年には定数130名まで拡大され、大陸で選出された「万年議員」と並存する状態が続いた。1989年（民国78年）、戒厳令解除後では初となる改選で、事実上合法化された民主進歩党（民進党）が21議席を獲得（国民党は72議席）。
1991年、李登輝総統の勧告により第1期立法委員が総辞職し、1992年、初の全面改選が実施され、第2期立法委員161人を選出した（国民党96、民進党50）。これ以後、立法院は憲法の規定に従って2004年まで3年毎に改選された。
1998年、虚省化政策の一環として、地方議会である台湾省議会が廃止された。それにともない、失職する省議員への救済策として、同年の第4期選出選挙から立法院の定数が225名に拡大された。2001年の第5期選出選挙では、陳水扁政権の与党である民進党が初の第一党となったが、過半数には達せず、少数与党となった。
2004年、中華民国憲法増修条文の第7次増修が行われ、2008年の第7期から定数を113に半減する他、任期を4年へ延長し、正副総統の罷免・弾劾、行政院長不信任議決権、領土変更権など権限強化が図られた。また、同時に総統へも立法院解散権が付与された（現在、立法院解散権が行使されたことはない）。これ以降、立法委員選挙は総統選挙と同時に実施されている。この第7期選出選挙で、国民党が第一党に返り咲いた。
2016年1月16日、第14期総統選出選挙と同時に第9期選出選挙が行われ、民進党は結党以来初めて単独過半数に達した他、蔡英文が総統選挙に当選した。これにより、民進党は行政・立法の双方で多数与党を形成した他、国民党は立法院成立以降守り続けていた立法院長（国会議長）の座を初めて他党に明け渡すことになった。

#### 立法院職権行使法改正案の成立と違憲審査
2024年、最大野党の国民党と台湾民衆党が主導権を握った第11期立法院は立法院の権限について規定した「立法院職権行使法」を5月と6月に改正した。
立法院職権行使法の改正では総統に立法院への「政治報告（国情報告）」を定期的に行う義務を課したほか、官僚や企業に対する立法院の調査権の拡大を盛り込んだほか、中華民国刑法の改正では新たに虚偽証言をした官僚に刑罰を科す「国会侮辱罪」（第141条第1項）の導入を決めた。
総統の頼清徳は改正案の再議が否決されたのを受けて6月24日に改正案に署名し、改正法は一旦は施行されたものの、改正法公布にあたって談話を発表し、「立法院（国会）の改革は当然だが、任意に権利拡張をしてはならない」として、憲法解釈と法律の凍結や一時執行停止を司法院大法官会議（憲法法廷）（憲法裁判所）に申し立てる考えを表明した。
また、頼清徳政権与党の民進党、行政院や監察院なども「立法院による恣意的な権限の拡大は憲法違反であり、立法院の調査権拡大は監察院に与えられた調査権の妨害に当たる」として反発し、司法院大法官会議に違憲審査を請求する事態に発展した。
その結果、司法院大法官会議は同年10月25日、立法院職権行使法の改正と刑法改正について、改正法で盛り込まれた立法院での総統の「政治報告義務（国情報告）」について、強制はできないと指摘し、「憲法が定める権力分立に抵触する」として、改正法の規定の大部分を憲法違反であるとして即時無効とする判決を下した。

### 建物
南京に立法院があった時期、議事堂は南京市中山北路に建っていたが、現在は人民解放軍の軍人倶楽部となっている。
台北移転後は中山堂（日本統治時代の台北公会堂）を使用していたが、1960年（民国59年）以後は日本統治時代の「台北州立台北第二高等女学校」校舎（台北市中山南路）を使用している。

## 歴代の選挙と任期の変遷
中華民国憲法施行後の1948年（民国37年）に第1回立法委員選挙が行われ、759人の立法委員が選出されたが、翌1949年（民国38年）に中華民国政府（中国国民党）は中華人民共和国を樹立した中国共産党との内戦に敗北して台湾に移転した。その後、中華民国政府は「動員戡乱時期臨時条款」ならびに「台湾地区全域を対象とした戒厳令」によって憲政を凍結し、中国大陸に対する主権を主張し続けたため、大陸時代に選出された立法委員（いわゆる「中央民意代表」）の任期は「大陸を含む全ての選挙区で改選が実施されるまで」無期限に延長されることとされ、立法院は同様の措置がとられた国民大会や監察院とともに、いわゆる「万年国会」を形成することになった。
1960年代後半から始まった民主化要求の高まりを受けて、中華民国政府は実効支配する地域のうち、1969年（民国58年）に台湾省のみを対象にした限定的な増員選挙を、1972年（民国61年）からは福建省の一部も含めた台湾地区全域で限定的な補欠選挙を定期的に実施した。これらの補欠選挙で選出された立法委員のうち、1969年に台湾省で選出された立法委員の任期は1948年に選出された議員と同様に無期限とされた。この状況は李登輝政権下の1990年（民国79年）6月21日に司法院大法官会議（憲法裁判所）で第一期中央民意代表の任期を1991年（民国80年）12月31日までとする憲法解釈が出されたことで終焉へと向かい、1991年12月31日に万年国会を形成していた立法委員は全員退職した。
立法院の歴代構成
| 期次           | 法定任期                                                                 | 実際の任期                   | 立法委員選挙   | 議席数 | 注記 |
| -------------- | ------------------------------------------------------------------------ | ---------------------------- | -------------- | ------ | --- |
| 第一期立法院   | 3年 動員戡乱時期臨時条款によって改選が凍結され、任期は無期限で延長された | 1948年5月8日 – 1993年1月31日 | 1948年選挙     | 759    | 当時の中華民国の全領土（中国大陸と台湾省）で行われた唯一の選挙。 台湾省から選出された立法委員は8名。 509名の立法委員が1949年の遷台で台湾に渡り、1991年の任期満了まで在職した。 |
| 第一期立法院   | 3年 動員戡乱時期臨時条款によって改選が凍結され、任期は無期限で延長された | 1948年5月8日 – 1993年1月31日 | 1969年増員選挙 | 11     | 台湾省のみを対象とした補欠選挙。 任期は当初無制限とされ、最終的には1991年の任期満了まで在職した。                                                                              |
| 第一期立法院   | 3年 動員戡乱時期臨時条款によって改選が凍結され、任期は無期限で延長された | 1948年5月8日 – 1993年1月31日 | 1972年増額選挙 | 51     | 動員戡乱時期臨時条款の改正により、台湾地区（中華民国政府の実効支配区域）全域で改選を実施（以降の増額選挙も同様）。 任期は3年。                                                 |
| 第一期立法院   | 3年 動員戡乱時期臨時条款によって改選が凍結され、任期は無期限で延長された | 1948年5月8日 – 1993年1月31日 | 1975年増額選挙 | 52     | 任期は当初3年。 米中国交正常化（米華断交）の影響で選挙が延期され、任期が2年延長された。                                                                                        |
| 第一期立法院   | 3年 動員戡乱時期臨時条款によって改選が凍結され、任期は無期限で延長された | 1948年5月8日 – 1993年1月31日 | 1980年増額選挙 | 97     | 任期3年。 |
| 第一期立法院   | 3年 動員戡乱時期臨時条款によって改選が凍結され、任期は無期限で延長された | 1948年5月8日 – 1993年1月31日 | 1983年増額選挙 | 98     | 任期3年。 |
| 第一期立法院   | 3年 動員戡乱時期臨時条款によって改選が凍結され、任期は無期限で延長された | 1948年5月8日 – 1993年1月31日 | 1986年増額選挙 | 100    | 任期3年。 「党外後援会」として民主進歩党が参加。 |
| 第一期立法院   | 3年 動員戡乱時期臨時条款によって改選が凍結され、任期は無期限で延長された | 1948年5月8日 – 1993年1月31日 | 1989年増額選挙 | 130    | 戒厳令解除後では最初となる選挙。 1992年1月1日以前は「万年議員」（1948年と1969年の選挙で選出）も在職。 任期は1993年1月31日まで。                                                |
| 第二期立法院   | 3年                                                                      | 1993年2月1日 – 1996年1月31日 | 1992年選挙     | 161    | 台湾地区のみでの全面改選。 |
| 第三期立法院   | 3年                                                                      | 1996年2月1日 – 1999年1月31日 | 1995年選挙     | 164    | |
| 第四期立法院   | 3年                                                                      | 1999年2月1日 – 2002年1月31日 | 1998年選挙     | 225    | 中華民国憲法増修条文の改正（1997年）による台湾省の虚省化で解散した台湾省議会議員への救済措置として議席数を倍増。                                                               |
| 第五期立法院   | 3年                                                                      | 2002年2月1日 – 2005年1月31日 | 2001年選挙     | 225    | |
| 第六期立法院   | 3年                                                                      | 2005年2月1日 – 2008年1月31日 | 2004年選挙     | 225    | |
| 第七期立法院   | 4年                                                                      | 2008年2月1日 – 2012年1月31日 | 2008年選挙     | 113    | 憲法改正（2005年）により法定議席数を半減し、任期を4年に変更。 現行の選挙システムに移行してからは初めての選挙。                                                                 |
| 第八期立法院   | 4年                                                                      | 2012年2月1日 – 2016年1月31日 | 2012年選挙     | 113    | 総統選挙と同日実施（以降の選挙でも継続）。 |
| 第九期立法院   | 4年                                                                      | 2016年2月1日 – 2020年1月31日 | 2016年選挙     | 113    | |
| 第十期立法院   | 4年                                                                      | 2020年2月1日 – 2024年1月31日 | 2020年選挙     | 113    | |
| 第十一期立法院 | 4年                                                                      | 2024年2月1日 – 2028年1月31日 | 2024年選挙     | 113    | 現職 |

任期の変遷

## 構成

### 選挙
1999年～2008年（第4期〜第6期）は、定数225（中選挙区・一部小選挙区168、比例代表41、原住民枠8、海外華僑代表4）、任期3年（第1回選挙から第6回選挙まで）だった。
2008年（民国97年）1月12日の第7回選挙より「単一選区両票制並立代表並立制」が採用され、定数113議席（小選挙区73、原住民枠6、比例代表・海外華僑代表枠34）、任期4年となった。
- 有権者：20歳以上の中華民国国籍保持者
- 投票システム∶選挙区（選挙区候補者または原住民候補者）に対して1票、比例代表（政党）に対して1票、合計2票を投じる。

1. 区域（73議席）：台湾地区の73の選挙区から最多得票の候補者1名が当選。原住民戸籍でない有権者が、本籍地の選挙区において投票できる。
2. 原住民（6議席）：台湾地区全体で1選挙区。平地原住民代表3議席と山地原住民代表3議席。平地原住民戸籍または山地原住民戸籍の有権者が投票できる。
3. 全国不分区及び僑居国外国民（34議席）：台湾地区全体で1選挙区。また、台湾に居住していなくても、自由主義圏（米国や日本等の非共産主義圏）に居住している中華民国国籍保持者（華僑）であれば立候補できる。5％以上の得票を得た政党に議席が配分される（阻止条項）。配分された議席を埋める方式は拘束名簿式。唯一クオータ制が採用されており、比例代表での当選者は半分以上が女性候補でなければならない。そのため、名簿順位下位の女性候補が上位の男性候補を飛び越えて当選する場合がある[10]。

### 院内勢力

現任の区立法委員の分布図（2024年2月）
DPP
KMT
無所属

#### 2024年1月13日に行われた第11回中華民国立法委員選挙の結果
| 政党 | 政党       | 議員数 | 議席率   | 小選挙区得票率 | 比例代表得票率 |
| ---- | ---------- | ------ | -------- | -------------- | -------------- |
|      | 中国国民党 | 0052   | 0046.02% | 0040.44%       | 0034.58%       |
|      | 民主進歩党 | 0051   | 0045.13% | 0044.73%       | 0036.16%       |
|      | 台湾民衆党 | 0008   | 0007.08% | 0002.96%       | 0022.07%       |
|      | 無所属     | 0002   | 0001.76% | 0000000-       | 0000000-       |
| 合計 | 合計       | 0113   | 0100.00% | 0088.13%       | 0092.81%       |

現在の立法院は、得票率の高い民主進歩党の議席数が、得票率の低い中国国民党の議席数を下回る逆転現象となっている。

#### 2024年2月1日現在、院内勢力別所属議員数
|  | 政党       | 小選挙区 | 原住民 | 比例代表 | 合計 |
|  | ---------- | -------- | ------ | -------- | ---- |
|  | 民主進歩党 | 36       | 2      | 13       | 51   |
|  | 泛緑連盟   | 36       | 2      | 13       | 51   |
|  | 中国国民党 | 36       | 3      | 13       | 52   |
|  | 無所属     | 1        | 1      | -        | 2    |
|  | 泛藍連盟   | 37       | 4      | 13       | 54   |
|  | 台湾民衆党 | -        | -      | 8        | 8    |
|  | 合計       | 73       | 6      | 34       | 113  |

## 組織

### 正副院長
日本における国会議長に相当する。現任者は韓国瑜（中国国民党）。

### 委員会
| - 常設委員会 - 内政及民族委員会 - 外交及僑務委員会 - 科技及資訊委員会 - 国防委員会 - 経済及能源委員会 - 財政委員会 - 預算及決算委員会 - 教育及文化委員会 - 交通委員会 - 司法委員会 - 法制委員会 - 衛生環境及社会福利委員会 | - 特種委員会 - 紀律委員会 - 程序委員会 - 修憲委員会 - 経費稽核委員会 |

## その他
1995年、立法院に対してイグノーベル賞（平和賞）が授賞されている。
授賞理由は「政治家にとって、他国と戦争するよりも、お互いに殴り、蹴り、騙しあう方が、より利益になることの実証に対して」。1992年の全面改選以後、与野党（中国国民党と民主進歩党）の対立から、立法院内でしばしば議員間の乱闘行為が発生し、その模様が生中継されたことによる。
立法院における議員間の争いは2020年代も発生しており、2020年11月27日にアメリカ産豚肉の輸入規制緩和を決定した際には、野党議員らが議場で豚の内臓等を投げ付けて抗議する姿が見られた。